# Paule d'Arx
 (mai 2016).
Paule d'Arx, née le 11 février 1939 à Neuchâtel, est une écrivaine, critique littéraire et enseignante vaudoise.

## Biographie
Originaire de Peseux (NE), Paule d'Arx, licenciée et docteur ès lettres, mène de front des activités d'enseignante, d'écrivain et de critique littéraire. 
Son œuvre est très diverse : elle a écrit des romans, notamment Les Travaux et les Jours d'Elisabeth où elle décrit la vie d'une femme et des siens entre 1850 et 1920 (1990), et Les Géants de paille dont l'action se situe à Genève (1992). 
L'écrivain compte également à son actif des récits, des essais sur Henry de Montherlant, La femme dans le théâtre de Henry Montherlant (1973) et Henry de Montherlant ou les chemins de l'exil (1995), ainsi que des critiques littéraires, et des carnets intitulés À l'ombre d'un peuplier (1999), où l'auteur propose des réflexions suscitées par des événements politiques, culturels ou familiaux.
Paule d'Arx est membre de plusieurs sociétés d'écrivains, telles que l'Association vaudoise des écrivains, et titulaire de nombreux prix.

## Publications
- La Femme dans le théâtre de Henry de Montherlant, essai, Paris, Librairie A.-G. Nizet, 1973
- Les Travaux et les Jours d'Élisabeth, récit, Morges, éditions Cabédita, 1990
- Les Géants de Paille, roman, Genève, Slatkine, 1992
- Henry de Montherlant ou Les Chemins de l'exil, essai, Paris, Librairie A.-G. Nizet, 1995
- À l'Ombre d'un Peuplier, Carnets 1982-1997 (extraits), monographie, Sierre, 1999

## Sources
- « Paule d'Arx », sur la base de données des personnalités vaudoises sur la plateforme « Patrinum » de la Bibliothèque cantonale et universitaire de Lausanne.
- sites et références mentionnés
- Anne-Lise Delacrétaz, Daniel Maggetti, Écrivaines et écrivains d'aujourd'hui, 2002, p. 10